# Манастир Базјаш
Манастир Базјаш припада Епархији темишварској Српске православне цркве у Румунији, у месту Базјаш, општина Соколовац, на самом почетку Банатске клисуре.
Манастирска црква је посвећена Вазнесењу Господњем.

## Положај
Манастир се налази на самој граници са Србијом и ваздушном линијом удаљен је десетак километара од Беле Цркве. Испод манастира протиче река Нера, а изнад се пружају најнижа брда у оквиру планина у румунском делу Баната.

## Историја
Базјаш је основан као српски манастир још у средњем веку, а одржао се и за време отоманске владавине и поред честих рушења и разарања. Према легенди манастир је основао Свети Сава преко светосавских мисионара, а обновили су га Ђорђе и Јован Бранковић крајем XV века.
Манастир Базјаш је (као и оближњи манастир Златицу) основао Св. Сава 1225. године, за време краља Андрије II. По народној причи, када је Св. Сава дошао у Базјаш, дигла се велика олуја, која је заталасала Дунав. Светац се окренуо и викнуо ветру: "Баш зијаш!", отуда му је такво име остало.
По једном предању у Србији, у манастиру Базјашу се населио један од седморице синајских православних калуђера пустињака, који су пребегли у слободну православну српску државу под Немањићима. Манастир је дуго у ствари био метох манастира Пећке патријаршије. Оближње село Базјаш је за време Турака било "дербенџијско место" на Дунаву, а касније постало манастирски прњавор (пронија).
Године 1718. овим подручјем су завладали Хабзбурговци. Када је основана Војна крајина манастир, будући близу јужне границе царства на Дунаву, нашао се на њеном подручју. Последњи пут манастир је разаран 1738. године, када су Турци последњи пут прешли Дунав. Обновили су га Срби неколико деценија потом. Године 1772. манастир је постао метох оближњег манастира Златица. Када су Турци 1788. године редом уништавали све пред собом, иако су стигли до манастира, нису му цркву дирали. Манастирски храм је обновљен 1861. године. Када су се повлачиле аустроугарске војне трупе 1918. године, испалили су пролазећи поред, неколико топовских граната на свети манастир Базјаш. После Првог светског рата манастир је припао Румунији. Црква је обновљена 1860—1861. и тада је сликар Живко Петровић осликао иконостас, а зидне слике извео је заједно са сином Димитријем и фреско-сликаром Морицом Брајером. У манастиру се почетком 20. века чувала једна књига србуља из 1765. године, са још 42 примерка старих црквених књига.
Митрополија Карловачка је 1902. године саставила извештај о сваком манастиру на својој територији. Филијала Базјаш је тада била једна од више још не подељених православних светиња, између Срба и Румуна, и тек је предстојала расподела. Тако се за Базјаш наводи следеће: то је филијала (није више самосталан манастир) која се налази у Крашо-Северинској жупанији, на територији вршачког владичанства. Имање му је 2 јутра 988 кв хв земље, са чистим катастарским приходом 3 к 16 потура, вредност 63 к 20 потура, здања 30600 к, остале покретности 1072 к 40 потура, а вредност целокупног имања 31735 к 60 потура. Манастиру Базјашу је дато 1694 к 20 потура, 1902. године за најпотребније оправке манастирске цркве и здања. Поновило се митрополијско решење, слично оном из 1898. године. Народно-црквени сабор у Карловцима се током дискусије на седници одржаној јула 1902. године дотакао питања манастира. Манастир Базјаш се тада налазио у тешком положају, јер није примао никакву припомоћ. Ранија давања су била незнатна. Али његов положај је био важан за Српство у окружењу и тражен је начин да му се помогне. Било је речи о редовној помоћи од 5000 к годишње из "манастирског фонда", при чему је прва свота намењена поправци манастирске цркве. По правилу српске црквене општине су биле оптерећене великим одштетама Румунима. Године 1905. у једном новинском коментару се примећује каква је тактика Румуна током црквене поделе са Србима. Они се труде само око богатих цркава и манастира, где покрећу парнице и држе да су они у румунском окружењу, те да на њих имају некакво историјско право. Са друге стране сиромашни манастири попут Базјаша и Златице, иако се налазе у румунском окружењу, нису им интересантни и на њих не полажу право.

## Братство
Од свог постанка никад у њему није било сталног настојатеља. Претплатник једне српске историјске књиге јавља се 1818. године у Белој Цркви, настојатељ манастира Данил Јанковић, у друштву са игуманом златичким Исаијом Грујићем. Игуман Лукијан Јеремић се разболео 1887. године и напустио Базјаш, настанио у манастиру Војловици.
Године 1898. умро је игуман Јосиф Јорговић настојатељ манастира Златице и Базјаша. Сахрањен је на манастирском гробљу у Златици. Поживео је 68 година, а током живота био је чиновник, док није остао удовац, па се замонашио. Њега је заменио као настојатељ Јосиф Поповић 1900. године. Поповић је био образован, након Вршачке богословије се замонашио 1878. године. Игуман манастира Базијаша, Јосиф Поповић се почетком 1902. године јавно захвалио дародавцима на прилозима за обнову манастирског братства. Добили су монаси 105 круна у новцу, а књижара новосадска Браће Поповић поклонила је приде и три богослужбене књиге попут Великог зборника, Апостола и Јеванђеља - манастиру.

## Данашње стање
У Базјашу се чувала икона (копија) Богородице Тројеручице (од 1799), због које је народ долазио на поклоњење. Икона се нашла у манастиру захваљујући труду монаха Хиландараца. Народ се због ње, много окупљао у манастиру о празнику Преображењу, долазећи вече уочи свеца, да би ту преноћио. Старих конака је нестало, а ту је саграђена једна дрвена кућа за смештај.
Последњих година влада Републике Румуније много је уложила у обнову српских манастира у румунском Банату.